# Roberto Heras
Roberto Heras Hernández (* 1. Februar 1974 in Béjar) ist ein ehemaliger spanischer Radrennfahrer. Er war zwischen 1997 und 2005 Profi und gewann unter anderem viermal die Vuelta a España, wobei ihm der Sieg der Vuelta a España 2005 nach einer positiven Dopingprobe auf EPO zunächst aberkannt, später jedoch durch Gerichtsurteil wieder zuerkannt wurde.

## Werdegang
Heras begann mit dem Radsport beim lokalen Team Cafés Fortaleza. Nachdem er bei regionalen Rennen im Baskenland auf sich aufmerksam gemacht hatte, wurde er 1996 von Laudelino Cubino für die Jugendmannschaft des spanischen Teams Kelme angeworben.
Nach einem Jahr startete er erstmals für das Profiteam von Kelme, mit dem er durch den Gewinn der Subida al Naranco 1997 seinen ersten großen Erfolg feiern konnte. In den folgenden Jahren errang er jeweils einen Etappensieg bei der Vuelta a España und dem Giro d’Italia, sowie der zweimalige Gewinn der Klasika Primavera. Mit zwei weiteren Etappensiegen gelang ihm im Jahr 2000 erstmals der Gesamtgewinn der Vuelta. Zudem wurde er mit dem Team Kelme Fünfter der Gesamtwertung bei der Tour de France 2000.
2001 wechselte Heras zum US Postal Service Pro Cycling Team unter dem Teamkapitain Lance Armstrong, für den er bis 2003 fuhr. Bei der Tour de France wurde er zum wichtigsten „Edelhelfer“ für Armstrong, den er meist bis kurz vor die Gipfel der Tour begleitete. Bei der Vuelta durfte Heras auf eigene Rechnung fahren und platzierte sich stets weit vorne: 2001 als Vierter und 2002 als Zweiter. Im Jahr 2003 gewann er die Gesamtwertung und errang dabei drei Etappensiege.
Ab 2004 fuhr Roberto Heras für das spanische Team Liberty Seguros. Bei der Tour de France 2004 musste er das Rennen in der 17. Etappe aufgeben. Seine Niederlage bei der Tour de France machte er aber mit einem Gesamtsieg bei der Vuelta im gleichen Jahr wett. Die Saison 2005 verlief für Heras zunächst ähnlich: Nach einer erneut schwachen Tour de France 2005 erreichte er bei der Vuelta seinen dritten Sieg in Folge und seinen vierten Vueltasieg insgesamt.
Einige Wochen nach diesem Sieg bei der Spanienrundfahrt (Vuelta a España) 2005 stellte sich heraus, dass Heras auf der vorletzten Etappe positiv auf das Blutdopingmittel EPO (Erythropoetin) getestet worden war. Der Vuelta-Sieg wurde ihm daraufhin aberkannt und nachträglich dem Russen Denis Menschow zugesprochen. Heras wurde vom spanischen Radsportverband mit einer zweijährigen Dopingsperre bestraft und von seinem Team Liberty Seguros suspendiert. Die Sperre bedeutete das Karriereende für Heras, denn die Ethikcharta der ProTeam schrieb vor, dass ein des Dopings überführter Fahrer vier Jahre lang nicht mehr verpflichtet werden darf. Die Überführung von Heras führte zum Dopingskandal Fuentes, der weitreichende Folgen für den Radsport haben sollte.
Nach der Einstellung des Verfahrens gegen Fuentes wurden Vermutungen laut, dass Heras nur deshalb positiv getestet worden war, weil ihm im Zuge einer Eigenblutbehandlung eine mit EPO verunreinigte Blutkonserve eines anderen Fahrers injiziert worden war.
Im Juni 2011 stellte ein spanisches Gericht fest, dass die Sperre und die gegen Heras verhängten Sanktionen wie die Aberkennung des Vuelta-Sieges wegen Unregelmäßigkeiten im Dopingverfahren ungültig seien. Die Dopingproben waren unsachgemäß gelagert worden und der Test somit ungültig. Gegen das Urteil konnte Berufung eingelegt werden.

Im Dezember 2012 stellte ein spanisches Gericht endgültig fest, dass Heras als Gewinner dieser Rundfahrt anzusehen ist, da es keinen Grund gäbe, Heras den Vuelta-Sieg 2005 vorzuenthalten. Im darauf folgenden Jahr wurde Heras wieder als Sieger des Rennens geführt. Heras selbst hatte immer seine Unschuld beteuert. Im Mai 2017 bestätigte der Oberste Gerichtshof in Madrid ein Urteil der Vorinstanz, die Heras einen Schadensersatz in Höhe von 724.000 Euro gegen den spanischen Radsportverband und den spanischen Sportrat zusprach.
Nach den Dopingvorwürfen kehrte er nicht mehr in den Profiradsport zurück, jedoch nahm er an einigen Mountainbikerennen teil.

## Grand Tours-Platzierungen
| Grand Tour            | 1997 | 1998 | 1999 | 2000 | 2001 | 2002 | 2003 | 2004 | 2005 |
| --------------------- | ---- | ---- | ---- | ---- | ---- | ---- | ---- | ---- | ---- |
| Giro d’ItaliaGiro     | –    | –    | 5    | –    | –    | –    | –    | –    | –    |
| Tour de FranceTour    | –    | –    | –    | 5    | 15   | 9    | 34   | DNF  | 45   |
| Vuelta a EspañaVuelta | 5    | 5    | 3    | 1    | 3    | 2    | 1    | 1    | 1    |